# Richland Township (Cambria County, Pennsylvania)
Richland Township ist ein Township im Cambria County, Pennsylvania, USA. Der Township wurde 1833 gegründet und liegt zwischen den Städten Johnstown im Nordwesten und Windber im Süden. Er hat eine Fläche von circa 53 km². Das U.S. Census Bureau hat bei der Volkszählung 2020 eine Einwohnerzahl von 12.233 ermittelt.

## Geschichte
Der Richland Township ging 1833 aus dem südlichen Teil des 1801 gegründeten Conemaugh Township hervor. In der ersten Hälfte des 19. Jahrhunderts intensivierten Farmer des Townships mit der Errichtung der Infrastruktur des Pennsylvania Canal ihren Handel mit der Region um die Stadt Johnstown. Sägewerke entstanden und immer mehr Anbaufläche wurde durch Rodung erschlossen.
Ende des 19. Jahrhunderts kaufte die Berwind-White Coal Mining Company im Cambria County und im südlich angrenzenden Somerset County große Teile Land auf um hier in den Allegheny Mountains Steinkohle zu fördern. Mit der Eureka Mine No. 37 und 40 entstanden an der Grenze zum Somerset County von insgesamt 13 Minen auch zwei im Richland Township. Die Minen wurden bis Anfang der 1960er-Jahre betrieben. Der Minenkomplex der Eureka Mine No. 40, der sich zum Teil in Scalp Level im Somerset County befindet, wurde 1992 zusammen mit den ehemaligen Wohnhäusern der Minenarbeiter als Berwind-White Mine 40 Historic District ins National Register of Historic Places aufgenommen (NRHP#: 92000392).
1927 entstand in Johnstown mit dem University of Pittsburgh Junior College at Johnstown das erste regionale College der University of Pittsburgh. Anfang der 1960er-Jahre spendete die Wilmore Coal Company – ein Tochterunternehmen der Berwind-White Coal Mining Company – 136 Acre Land im südlichen Teil des Richland Township für die Errichtung eines neuen Campus der heutigen University of Pittsburgh at Johnstown (UPJ), der 1967 eröffnet wurde und der größte regionale Campus der University of Pittsburgh ist. Heute studieren hier circa 3000 Studenten und seit der Gründung 1927 gab es über 20.000 Absolventen.

## Johnstown–Cambria County Airport
Im nördlichen Teil des Richland Township, fünf Kilometer nordöstlich von Johnstown, ging 1948 der nach dem Politiker John Murtha benannte Regionalflughafen John Murtha Johnstown-Cambria County Airport in Betrieb (IATA-Flughafencode: JST). Er verfügt über zwei Startbahnen mit 2,1 und 1,3 Kilometer Länge und wird von Silver Airways bedient, die täglich Flüge zum Washington Dulles International Airport (IAD) und Flughafen Du Bois/Jefferson County (DUJ) anbietet.
Auf dem Flughafen sind zudem Einheiten der Pennsylvania Army National Guard und Pennsylvania Air National Guard stationiert sowie einige Reserveeinheiten der United States Marine Corps.